# Renato Borghetti
Renato Borghetti (né le 23 juillet 1963 à Porto Alegre, Rio Grande do Sul) est un chanteur et accordéoniste brésilien.

## Biographie
À l'âge de dix ans, il commence sa formation de musicien chez lui, à Barra do Ribeiro, Rio Grande do Sul, après que son père lui a offert un accordéon diatonique (portugais : gaita-ponto). Il commence comme musicien professionnel à l'âge de 16 ans, dans un centre de traditions gauchos (CTG), et commence à participer à des festivals de musique folk dans tout le Brésil, où il se fait remarquer par sa musique et sa présentation sur scène : cheveux longs, chapeau sur les yeux, bombacha campagnarde et espadrilles.
En 1984, il loue un studio d'enregistrement pour ce qui sera son premier album, une œuvre indépendante tirée à 2 000 exemplaires, pour laquelle elle demande la collaboration des musiciens Ênio Rodrigues, Oscar Soares et Francisco Castilhos. Avant sa sortie, le producteur Ayrton dos Anjos présente l'enregistrement au label RBS Discos, qui décide de sortir l'album seul. En trois semaines, soixante mille exemplaires sont vendus, un record de vente dans le Rio Grande do Sul. Peu après, l'album atteint les 100 000 exemplaires, ce qui lui vaut un disque d'or, le premier pour un album instrumental et pour le gaúcho nativiste au Brésil. Il se vend à plus d'un quart de million d'exemplaires sur CD, pour lequel il est certifié disque de platine.
L'année suivante, le label Som Livre publie son deuxième album, intitulé Renato Borghetti. En 1987, RCA Victor présente son troisième album, homonyme, qui comprend, entre autres chansons de son cru ou cosignées, une reprise de Negrinho do pastoreio, de Barbosa Lessa. Il se produit en Allemagne en 1987 et en 1988 au Free Jazz Festival de São Paulo et au projet Pixinguinha à Rio de Janeiro. Outre le gaúcho, il s'aventure dans d'autres genres musicaux tels que le jazz et la musique classique. Dans les années 1990, il se produit au Sounds of Brazil (SOB) à New York avec l'orchestre de chambre du théâtre São Pedro. Il se produit avec d'autres orchestres brésiliens, notamment l'Orchestre symphonique de Porto Alegre (OSPA), l'Orchestre Unisinos et les orchestres de chambre de Blumenau et de Curitiba.
En 1991, l'Asociación Paulista de Críticos de Arte lui décerne le prix du meilleur album de musique régionale de l'année et il enregistre l'album Borghetti, qui comprend les morceaux São Jorge, de Hermeto Pascoal, et Fantasia para gaita de ponto e orquestra de câmara, sous la direction de Fred Guerling.
Il publie trois albums en 2002 : Renato Borghetti, Ao vivo em Viena, Umberto Petrin e Renato Borghetti - Reunião (avec le pianiste italien Umberto Petrin) et A música brasileira deste século por seus autores e intérpretes. En 2007, il publie Fandango, son premier DVD, qui est ensuite présenté sous forme de CD. En 2010, il effectue une tournée en Europe, notamment en Autriche, en Belgique, en Finlande, en Hongrie, en Angleterre, en Italie et au Portugal. Deux de ses albums sont nommés aux Latin Grammy Awards dans la catégorie « meilleur album de musique traditionnelle régionale ou brésilienne » (en 2005) pour Gaitapontocom et en 2008 pour Fandango!.

## Discographie
- 1984 : Gaita Ponto (RNS Discos)
- 1985 : Renato Borghetti (Som Livre)
- 1987 : Renato Borghetti (RCA Victor)
- 1988 : Esse tal de Borghettinho (RCA/BMG-Ariola)
- 1989 : Renato Borghetti (Chantecler/Continental)
- 1990 : O Melhor de Renato Borghetti (Som Livre)
- 1991 : Borghetti (Continental)
- 1992 : Pensa que Berimbau é Gaita? (RBS Discos)
- 1993 : Renato Borghetti (RGE)
- 1993 : Instrumental no CCBB (avec Hermeto Pascoal) (RGE)
- 1994 : Accordionist (Prestige Records)
- 1995 : As 20 Melhores de Renato Borghetti (RGE)
- 1996 : Gaúcho (RGE)
- 1998 : Gauderiando (RGE)
- 1999 : Ao Ritmo de Tio Bilia (RBS Discos/Som Livre)
- 2001 : Paixão no Peito
- 2002 : Renato Borghetti, Ao Vivo em Viena
- 2002 : Umberto Petrin & Renato Borghetti - Reunião
- 2002 : SESC São Paulo - A Música Brasileira Deste Século Por Seus Autores e Intérpretes
- 2005 : Gaitapontocom
- 2005 : Renato Borghetti Ao Vivo Theatro São Pedro - Porto Alegre/RS
- 2005 : Gaúchos em Viena
- 2007 : Fandango!
- 2012 : Andanças Live in Bruxelas
- 2016 : Gaita na Fábrica

## Distinctions

### Prêmio Açorianos
| Année | Categorie                  | Nommé                 | Résultat   | Réf    |
| ----- | -------------------------- | --------------------- | ---------- | ------ |
| 1998  | Album de musique régionale | Gauderiando           | Lauréat    | [ 6 ]  |
| 2000  | Album de musique régionale | Ao Ritmo de Tio Bilia | Nomination | [ 7 ]  |
| 2001  | Instrumentiste régional    | Renato Borghetti      | Nomination | [ 8 ]  |
| 2001  | Album instrumental         | Paixão no Peito       | Nomination |        |
| 2007  | Instrumentiste régional    | Renato Borghetti      | Lauréat    | [ 9 ]  |
| 2007  | Album de musique régionale | Fandango!             | Lauréat    |        |
| 2007  | DVD de l'année             | Fandango!             | Lauréat    |        |
| 2012  | DVD de l'année             | Quarteto Europa       | Lauréat    | [ 10 ] |
| 2017  | DVD de l'année             | Gaita na Fábrica      | Lauréat    | [ 11 ] |
| 2017  | Album de musique régionale | Renato Borghetti      | Nomination | [ 12 ] |
| 2017  | Album de musique régionale | Gaita na Fábrica      | Nomination |        |